# 離去基團
離去基團（或稱離去基）在化學反應中從一較大分子中脫離的原子或官能基。如下式中，Cl−就是離去基團：
CH3Cl + OH− --> CH3OH + Cl−
當離去基團共軛酸的pKa越小，離去基團越容易從其他分子中脫離。原因是因為當其共軛酸的pKa越小，相应離去基團不需和其他原子結合，以陰離子（或電中性離去基團）的形式存在的趋势也就增强。因而强碱往往不是很好的离去基团。

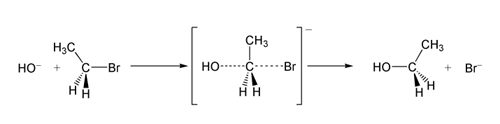
在 S_{N}2 反应中, 溴化物(Br^{−})作为离去基团和氢氧化物 (OH^{−}) 作为亲核试剂。

溴化物作为离去基团和氢氧化物（取其OH - 的功能）作为亲核试剂。
对于SN1反应而言，以卤离子、拟卤离子和非配位阴离子作为离去基团较好，尤其是卤离子。可以加入银离子以生成难溶的卤化银，进一步向右拉动反应平衡。
若一個離去基團越容易從其他分子脫離，會稱之好的離去基團。以下是在室溫的水中比較離去基團容易從其他分子脫離的程度：
不易脫離（不好）的離去基團
- NH2−
- CH3O−
- HO−
- CH3COO−
- F−
- H2O
- Cl−
- Br−
- I−
- SCN−
- NO2−

易脫離（好）的離去基團
（NO3−离去的程度比F−弱）
離去基團容易脫離的程度可用來分析羧酸衍生物。若一離去基團不容易脫離其他分子，表示組成的化學物質越穩定。例如胺基最不容易脫離其他分子，其形成化合物也最穩定，而將羧酸衍生物和胺反應，最後會產生酰胺。其次穩定的是酯類，再來是鹵化物。
在SN2親核取代反應中，離去基團是本身帶有負電的離子。而在SN1反應中，離去基團會成為陰離子，脫離其他分子。一般來說，取代反應中的離去基團不會是胺基、甲氧基负离子和氫氧根。
離去基團的結構影響SN1和SN2反應的速率。若離去基團脫離其他分子後越穩定，其脫離的速度就會越快。上述的穩定性也反應了以下的原則：若一分子越穩定，則其鹼性越弱。

## 離核體
離核體（nucleofuge） 是指會從原鍵結中帶走孤對電子的離去基團。例如，在SN2反應中，親核體攻擊一個含有離核體（溴官能基）的有機化合物，同時打破離核體和有機化合物的鍵結。
在反應後，離核體可能會帶有負電荷或是電中性，依化學反應的特性而定。
離核體一詞在舊的化學文獻中常看到，但在現在的化學文獻已改用離去基團來描述。

## 離電體
離電體（electrofuge）是指不會從鍵結中帶走孤對電子的離去基團，會造成共價鍵的異裂。
在反應後，離電體可能會帶一個正電荷或是電中性，這是由反應的特性所決定。
像苯在硝化反應時會釋放H+，H+即為離電體。
離電體一詞在舊的文獻中常用到，但現在已不常用。

## 參照
- 消除反应
- 亲电体
- 亲核体
- 取代反应

## 外部連結
- Strength （页面存档备份，存于）: Bluffton College